# Saccodon dariensis
Saccodon dariensis är en fiskart som först beskrevs av Meek och Hildebrand, 1913.  Saccodon dariensis ingår i släktet Saccodon och familjen Parodontidae. Inga underarter finns listade i Catalogue of Life.